# Федимус
Федимус (лат. Phedimus) — род травянистых суккулентных растений семейства Толстянковые (Crassulaceae), распространённый в Евразии и Северной Африке.

## Ботаническое описание
Травы многолетние. Корневище толстое. Стебли, отходящие от подвоя или стойкой прикорневой части цветковых стеблей, простые, голые, редко опушенные. Листья очередные или супротивные, черешковые или сидячие; листовая пластинка плоская, по краю зубчатая или городчатая. Соцветия конечные, кистевидные с 3 основными ветвями, без прицветников, многоцветковые. Цветки сидячие или почти сидячие, обоеполые, чаще всего 5-членные. Чашелистики в основании сросшиеся, мясистые, без шпорцев. Лепестки расходящиеся при цветении, почти свободные, ярко-желтые. Тычинок в 2 раза больше, чем лепестков, в 2 ряда. Нектарные чешуи цельные или на вершине выемчатые. Яичники и фолликулы с адаксиальным отростком. Столбики короткие, косые или раскидистые при цветении. Фолликулы многосемянные. Семена полосатые.

## Таксономия
Phedimus Raf., Amer. Monthly Mag. & Crit. Rev. 1: 438 (1817).

#### Этимология
Phedimus: название рода происходит, вероятно, от имени персонажа древнегреческой мифологии Федима (др.-греч. Φαίδιμος, Phaedimus — блестящий: из-за блестящих листьев у некоторых видов), сына Амфиона и Ниобы, убитого Аполлоном.

#### Синонимы
Гомотипные (основанные на одном и том же номенклатурном типе):
- Asterosedum Grulich (1984)

## Виды
Подтвержденные виды по данным сайта Plants of the World Online на 2022 год:
- Phedimus aizoon (L.) 't Hart — Федимус вечноживой
- Phedimus ellacombeanus (Praeger) 't Hart
- Phedimus hybridus (L.) 't Hart — Федимус гибридный
- Phedimus kamtschaticus (Fisch.) 't Hart — Федимус камчатский
- Phedimus litoralis (Kom.) 't Hart
- Phedimus middendorffianus (Maxim.) 't Hart
- Phedimus obtusifolius (C.A.Mey.) 't Hart
- Phedimus odontophyllus (Fröd.) 't Hart
- Phedimus ×pilosus (S.B.Gontch. & Koldaeva) J.M.H.Shaw
- Phedimus selskanianus (Regel & Maack) 't Hart
- Phedimus sikokianus (Maxim.) 't Hart
- Phedimus spurius (M.Bieb.) 't Hart — Федимус неясный, или Федимус ложный
- Phedimus stellatus (L.) Raf.
- Phedimus stevenianus (Rouy & E.G.Camus) 't Hart
- Phedimus stolonifer (S.G.Gmel.) 't Hart — Федимус побегоносный
- Phedimus subcapitatum (Hayata) S.S.Ying
- Phedimus yangshanicus Z.Chao

- Sedum kamtschaticum
- Phedimus obtusifolius
- Phedimus spurius